# IRIS Makran
Макран (перс. مکران) — перший і єдиний експедиційний транспортний док ВМС Ісламської Республіки Іран, який перебуває на озброєнні Південного флоту з 2021 року і названий на честь прибережного регіону на південному сході Ірану.
Це модифікований нафтовий танкер, переобладнаний у військовий корабель. Спершу було запропоновано назвати його Khalij-e Fars (lit. «Перська затока"), але назва була зарезервована для головного корабля проекту «Логман».

## Будівництво та проєктування
Корабель під назвою Al Buhaira був спущений на воду 10 вересня 2009 року на верфі Sumitomo Heavy Industries, Ltd. в місті Йокосука префектури Канагава в Японії. Будівництво завершене 8 березня 2010 року. Згідно зі звітом Bloomberg, FAL Oil Co., енергетичний трейдер з ОАЕ, взяв кредит на суму 62,4 мільйона доларів у німецькому банку DVB у липні 2010 року для рефінансування будівництва Al Buhaira та іншого танкера.

### Оригінальні характеристики
Al Buhaira був танкером з рейтингом Aframax, здатним перевозити близько до 100 тис. т нафти. Його зареєстрована загальна довжина становила 229,6 м, а ширина 42 м. Вантажопідйомність судна становила 105 319 тонн дедвейту (DWT), а його валовий тоннаж (GT) становив 55 909 тонн.

### Переобладнання
Супутникові зображення показують, що переобладнання відбулося на верфі ISOICO в Бандар-Аббасі, де судно було «перебудовано з ангароподібними навісами на палубі» та пофарбовано в синьо-сірий колір, спущене на воду в листопаді 2020 року, ходові випробування проходили з 9 по 14 грудня 2020 року. Корабель оснащений засобами збору та обробки інформації.

## Оперативні можливості

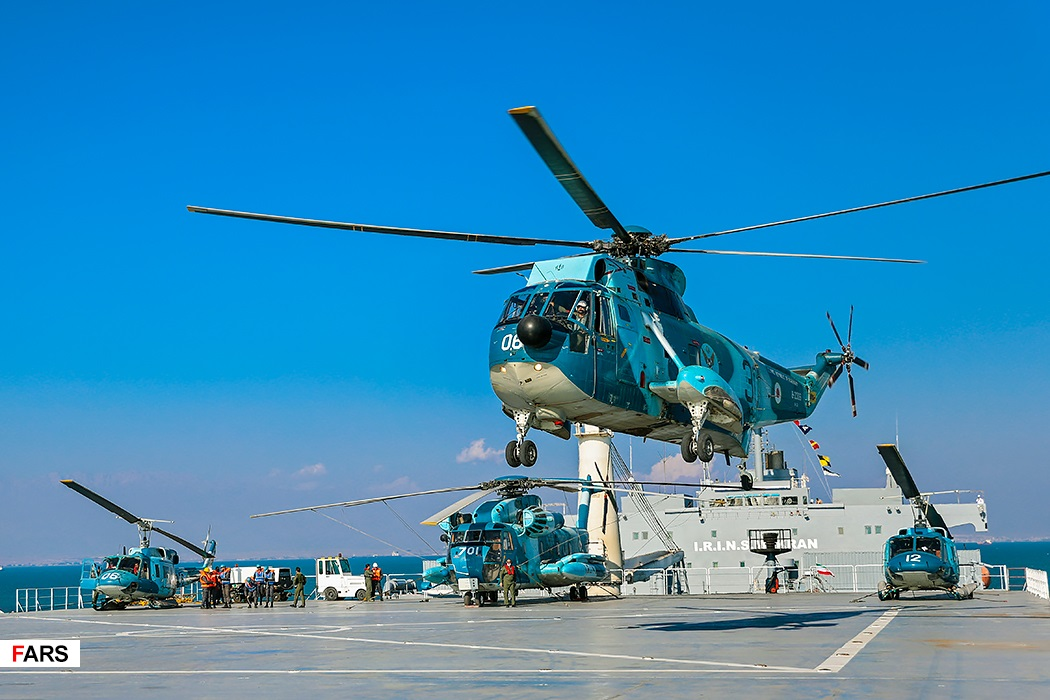
Гелікоптери приземляються на палубу Макрана

Точні можливості Макрана невідомі. Хоча корабель загалом схожий на судна американської експедиційної мобільної бази (EMB), йому не вистачає службової палуби, яка використовується для завантаження та розвантаження запасів, і тому вважається, що він має меншу операційну гнучкість порівняно з EMB.
Макран може плавати майже три роки без стикування. За словами Томаса Ньюдіка, корабель забезпечує військово-морський флот «постійними морськими операціями в межах і за межами власних прибережних районів країни» і може «слугувати платформою для прямого протистояння регіональним супротивникам Ірану, включаючи Саудівську Аравію».
Він може виступати основним кораблем для спеціальних операцій або асиметричних операцій, використовуватися для спуску на воду швидкісних катерів, доставки або підняття бойових водолазів і спецназівців або використання мін.
Його палуба може прийняти до семи гелікоптерів, а також є платформи для запуску безпілотних літальних апаратів VTOL. Простір на палубі достатньо великий, щоб розмістити такі системи озброєння, як стаціонарні/мобільні пускові установки ракет або великокаліберну реактивну артилерію та їхні радіолокаційні системи. Хоча також можуть бути встановлені зенітно-ракетні системи, Макран, очевидно, не має протиповітряної оборони, що вважається головним недоліком.